# Semmering
Pour la commune autrichienne, voir Semmering (Basse-Autriche).
Le Semmering ou col du Semmering est un col autrichien des Préalpes orientales septentrionales, qui connecte la Basse-Autriche et le land de Styrie, formant ainsi une frontière naturelle. Il est situé à 984 mètres d'altitude.

## Géographie
Le col du Semmering est situé à l'ouest du Sonnwendstein et du Hirschenkogel, et à l'est du Pinkenkogel.
Avec le col du Wechsel, le Semmering constitue le plus important point de passage entre la Basse-Autriche et la Styrie. Il peut être franchi par route (tunnel autoroutier de la Semmering Schnellstrasse ou S6) ou par liaison ferroviaire (ligne de chemin de fer de Semmering).

## Activités

### Course automobile
Entre 1899 et 1933, il a donné lieu à la course de côte du Semmering, ayant compté pour le Championnat d'Europe de la montagne en 1930.

### Domaine skiable
Une station de sports d'hiver de taille moyenne nommée Semmering a été développée sur les pentes du mont Zauberg.
La station, accessible en environ une heure par autoroute de Vienne, est l'une des plus rapides d'accès depuis la capitale. Elle est de fait fortement fréquentée les week-ends.
Le domaine skiable, centré autour d'une télécabine en service également en été, propose six pistes de tous niveaux mais d'une dénivelé relativement faible. Un télésiège 4 places, également de conception moderne, complète l'offre.
Les pistes de ski ainsi que la piste de luge - de 3,5 kilomètres de long, taillées dans la forêt, sont toutes dotées de projecteurs - Semmering dispose probablement du plus grand domaine skiable éclairé en nocturne d'Autriche, voire d'Europe.
Il existe un projet de relier ce domaine skiable à celui de la station voisine de Stuhleck.
Semmering est membre du regroupement de stations de ski Skiregion Ostalpen.
Il est arrivé que la ville accueille des compétitions internationales dont la Coupe du monde de ski alpin.
En été, la station accueille un Bikepark. Elle est également le point de départ de près de 200 km de parcours en VTT.